# Cartoonito (Europe centrale et de l'Est)
Pour les articles homonymes, voir Cartoonito (homonymie).
Cartoonito (Europe centrale et de l'Est) anciennement Boomerang est une chaîne de télévision appartenant à Warner Bros. Discovery. À l'origine, Cartoonito était un bloc de programmation diffusé sur Boomerang entre 2011 et 2014 puis du 1er septembre 2022 jusqu'au 18 mars 2023 il est devenu sa propre chaine de télévision.

## Histoire

### Boomerang (2011-2023)
Le 5 juin 2005, Boomerang EMOA (Europe, Moyen-Orient et Afrique) est lancé alors qu'elle s'étendait à l'Europe (sauf au Royaume-Uni, France et Italie). Elle diffusé des dessins animés classiques, mais au fil des années, une programmation plus récente a été introduite.
Le 1er août 2007, Boomerang continue de se déployer dans la plupart des pays d'Europe Centrale et de l'Est ainsi que des pays arabes jusqu'à fin 2010 puis la même date, Boomerang a commencé à émettre à partir des satellites Astra 1K et Hot Bird 7A sur la Communauté des États indépendants ainsi que dans l'Estonie, Lettonie et la Lituanie.
Le 12 octobre 2011, Boomerang EMOA est scindée en 2 versions : Boomerang Europe Centrale et de l'Est et Boomerang Moyen-Orient et Afrique. Tandis que le siège de Boomerang était centré sur le Benelux, Chypre, la République tchèque, la Grèce, le Moyen-Orient, l'Afrique et le Portugal. Le flux européen de l'époque se composait de quatre pistes audio : l'Anglais, le Roumain, l'Hongrois et la Polonais.
Le 1er octobre 2013, la chaine est entièrement doublée en russe.
Entre novembre 2014 et février, Boomerang ECE a remplacé le siège de Boomerang aux Pays-Bas et en Belgique, ce qui permet à la chaine d'avoir le flux néerlandais localisé entre le 2 février 2015 et 2017. Depuis 2017, le flux ECE est disponible aux Pays-Bas et en Belgique.
Le 4 avril 2018, la chaine passe au format 16:9.
Le 1er octobre 2018, Boomerang Allemagne est remplacé par Boomerang ECE et obtient le flux allemand, celle-ci diffuse des publicités allemandes et n'obtiendra pas d'icone de notation russe, contrairement au autre flux.
Depuis le 10 novembre 2020, Boomerang a reçu une licence tchèque (RRTV) afin d'assurer la poursuite de la diffusion légale dans l'Union européenne conformément à la directive européenne sur les services de médias audiovisuels (SMAV) et à la loi sur le marché unique après le Royaume-Uni. quitte l’Union européenne. Étant donné que la République tchèque a des règles minimales en matière de radiodiffusion, elle a été choisie à des fins d'octroi de licences dans l'UE. Le centre de diffusion de la chaîne de télévision est toujours situé à Londres.
Le 1er novembre 2021, Boomerang ECE lance une nouvelle piste audio en langue bulgare, ainsi qu'un sous-flux pour permettre les publicités télévisées bulgares, uniquement sur Bulsatcom.
Le 3 décembre 2021, Elle lance une piste audio en tchèque.
Le 9 Mars 2022, en raison de l'invasion russe de l'Ukraine, WarnerMedia a fermé les chaines sur le continent russes.

### Cartoonito (Depuis 2023)
Cartoonito était un bloc de programmation diffusé de 2011 à 2014 sur Boomerang, elle ciblait les enfants d'âge préscolaires en diffusant le matins et l'après-midi de la semaine. Date à laquelle, la programmation de Cartoonito a été fusionné avec la programmation de Boomerang.
Le 8 août 2022, Il est annoncé que le bloc fera son retour sur la chaine dans le cadre de la relance de la marque en 2021.
Le 1er septembre 2022, Le bloc est lancé de 8h à 14h.
Le 4 janvier 2023, il est annoncé que Boomerang ECE va être remplacé par Cartoonito à partir du 18 mars 2023.
Le 18 mars 2023, Boomerang est remplacé par Cartoonito, du à ce changement sur les pays allemandes et russes, les publicités sont remplacés par des extraits de dessin animés (Comme Tom et Jerry Show, Mush-Mush & les Champotes, Baby Looney-Tunes ou bien Moley).
Après ces décisions, le régulateur tchèque (RRTV) a choisi d'arrêter la diffusion de la chaîne en Lettonie et de la remplacer par la version scandinave de Cartoonito , le 17 avril 2023 (officiellement le 1er mai 2023),  mais elle a longtemps été retirée du câble. registre des opérateurs en Lettonie, en décembre 2021, car il n'a été utilisé par aucun fournisseur de télévision ces dernières années.

## Identité visuelle (logo)

Logo de Boomerang ECE du 12 octobre 2011 au 2 février 2015.
Logo de Boomerang ECE du 2 février 2015 au 18 mars 2023.
Logo de Cartoonito ECE depuis le 18 mars 2023.